# Canal Lingqu
Le Lingqu (chinois simplifié : 灵渠 ; chinois traditionnel : 靈渠 ; pinyin : líng qú ; litt. « canal Ling ») ou canal Lingqu ou canal magique est un canal long de 32 kilomètres, construit au IIIe siècle avant J.-C. sous les ordres de Qin Shi Huang, le fondateur de la dynastie Qin et premier empereur ayant réalisé l'unification de la Chine. La construction de cet ouvrage situé près de Guilin(province de Guangxi), avait pour objectif de faciliter le ravitaillement des armées chargées de conquérir les terres du peuple Yue. Le canal a été conservé jusqu'à nos jours.

## Contexte
En 221 avant J.C. Qin Shi Huang  souverain de l'État de Qin est parvenu à conquérir les six États qui dominaient la Chine du nord et du centre. Quelques années plus tard, il lance ses troupes à la conquête des territoires situés plus au sud. Pour permettre le ravitaillement de ses troupes par la voie fluviale, il ordonne la construction d'un canal entre les rivières Xiang et Lijiang. Celui-ci doit ouvrir une voie navigable permettant de pénétrer dans le bassin versant de la rivière des Perles qui englobe toute la Chine du Sud. Il parvient ainsi à conquérir une grande partie de la région de Guangzhou, du Guangxi et sans doute aussi du Fujian, puis une poussée jusqu'à Hanoï,.
La canal Lingqu est un des trois projets de canal historique que possède la Chine, et le plus vieux canal du monde. Ces 3 canaux historiques sont, outre le canal Lingqu, le système d'irrigation de Dujiangyan et le canal Zhengguo.

## Situation
Le canal Lingqu relie la rivière Xiang, un affluent du fleuve Yangzi Jiang avec la rivière Li qui fait partie du bassin versant de la rivière des Perles. La rivière Xiang qui prend sa source au mont Haiyan et coule vers le nord passe à quelques kilomètres de la rivière Li qui coule vers le sud. Le site est situé dans le district de Xing'an, près de Guilin(province de Guangxi). Le canal, en reliant les deux bassins les plus vastes de Chine avec celui du fleuve Jaune, permet aux barges de transport de l'époque de franchir une distance à vol d'oiseau de 2000 kilomètres.

## Description
Sur le site du canal Lingqu, les cours des deux rivières sont seulement distants de 5 kilomètres et ne sont séparés que par des collines calcaires. Un col naturel, qui s'ouvre entre les collines, a permis de creuser un canal à niveau épousant les courbes du terrain et dépourvu d'écluses. Pour rendre navigables les deux rivières au point de jonction, un bief de 2,5 kilomètres parallèle à la Xiang prolonge le canal tandis que le lit de la Li est canalisé sur 22 kilomètres. Le canal est large de 4,5 mètres et profond de 1 mètre. Le canal, long de 8,5 kilomètres, est alimenté par les eaux de la Xiang : un tertre en forme de museau sépare le cours de cette rivière et détourne une fraction de ses eaux vers l'ouvrage. Au IXe siècle, 18 écluses à déversoir furent installées pour régulariser l'écoulement et le niveau de l'eau et ainsi réduire le nombre de zones de halage. Des écluses à sas les remplacent vers le Xe ou XIe siècle,.

## Demande de classement au patrimoine de l'humanité
Le canal Lingqu a été  inscrit par la Chine en 2013  sur « liste indicative » des sites proposés au classement dans le patrimoine de l'humanité par l’UNESCO dans la catégorie patrimoine culturel.

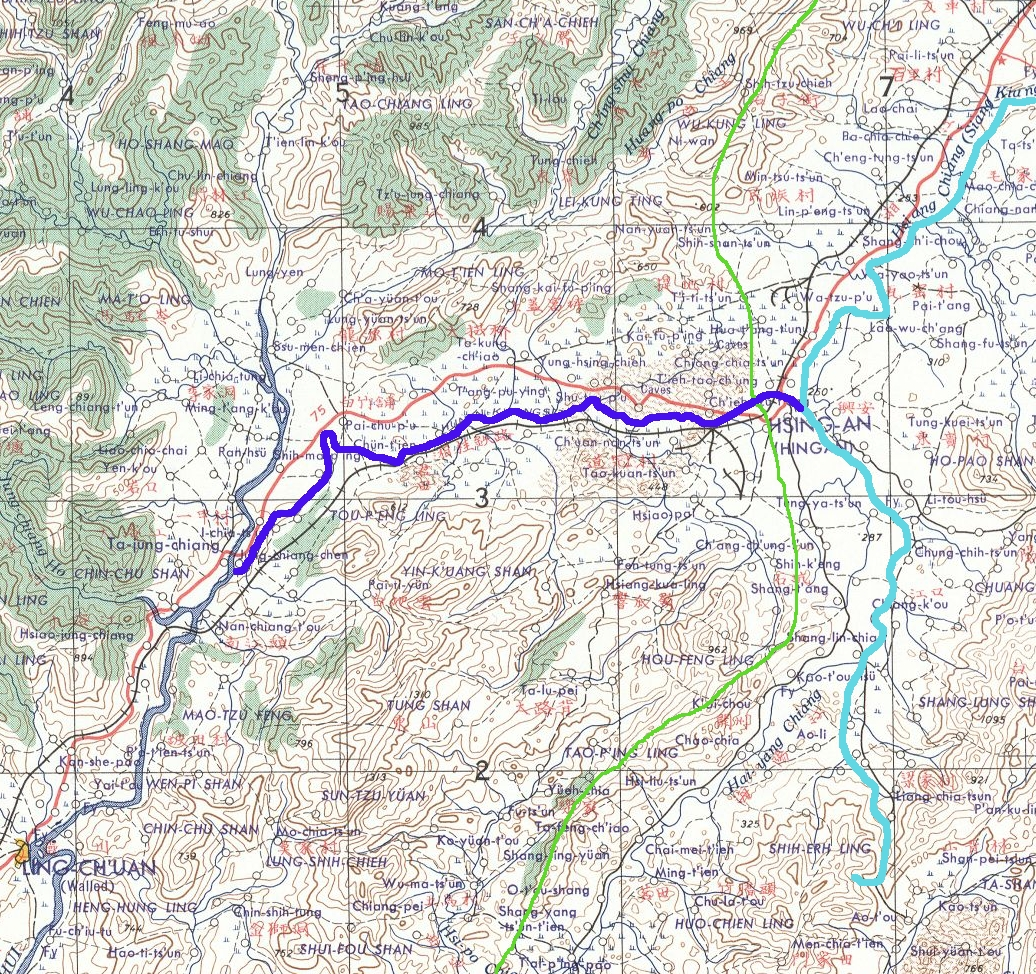
Carte représentant le tracé du canal en violet, et la ligne de partage des eaux (en vert) entre le bassin versant du Yangzi Jiang (à l'est) et celui de la rivière des Perles.
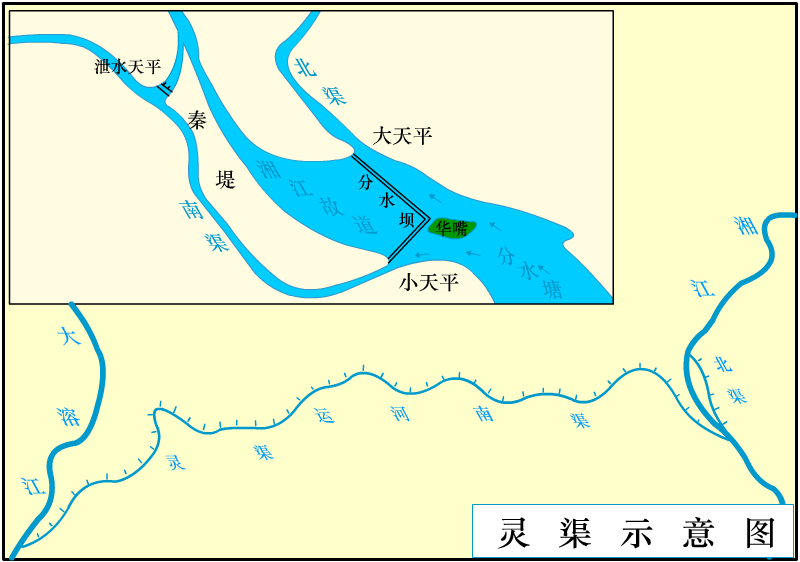
Plan du canal avec en encart les aménagements au niveau de la rivière Xiang.